# بطولة كرة القدم الألمانية 1921
بطولة كرة القدم الألمانية 1921 هو الموسم 14 من بطولة كرة القدم الألمانية ‏. أقيم خلال الفترة 22 مايو 1921 وحتى 12 يونيو 1921، وأشرف على تنظيمه اتحاد ألمانيا لكرة القدم، وكان عدد الأندية المشاركة فيه 7، وفاز فيه نادي نورنبرغ.